# اصلان شاهی
اصلان شاهی، روستایی از توابع بخش فیروزآباد شهرستان سلسله در استان لرستان ایران است.

## جمعیت
این روستا در دهستان فیروزآباد قرار دارد و براساس سرشماری مرکز آمار ایران در سال ۱۳۹۵ جمعیت آن ۶۵۵ نفر بوده که ۳۳۱ نفر مرد و ۳۲۴ نفر زن بوده اند. روستای اصلان شاهی دارای ۲۰۰ خانوار می باشد.